# Autogneta parva
Autogneta parva är en kvalsterart som beskrevs av Forsslund 1947. Autogneta parva ingår i släktet Autogneta och familjen Autognetidae. Inga underarter finns listade.